# Hełm wz. 67
O Hełm wz. 67 é um capacete de combate projetado na década de 1960. Originalmente destinado ao Exército Popular Polonês, também foi exportado para outros países. Apesar de muitas tentativas de substituí-lo pelos capacetes wz. 93 ou wz. 2000, ele continua em uso em unidades de retaguarda e treinamento.

## História
O trabalho em um novo capacete de aço para substituir o antigo wz. 50 começou no Instituto Militar de Tecnologia de Armamento em 1964. A equipe de construção foi liderada pelo Coronel M. Eng. Romuald Zimny. O Hełm wz. 67 foi oficialmente adotado em 21 de abril de 1967 e foi produzido na Huta Silésia até o final da década de 1980.

## Pintura
Inicialmente, planejava-se pintar os capacetes com verniz antirreflexo "Salamandra", semelhante ao do wz. 31, mas essa ideia foi abandonada. Os capacetes padrão foram pintados com um verniz semifosco liso em duas cores: verde (para a força terrestre) e cinza-azulado (para a força aérea, Forças de Defesa Aérea Nacional e Marinha). O símbolo da águia das Forças Terrestres ou da Força Aérea foi pintado nos capacetes (ou aplicado na forma de decalques). Uma marca correspondente foi colocada nos capacetes destinados à WSW. Os capacetes destinados à Milicja Obywatelska tinham as letras grandes "M" e "O" pintadas na frente e uma grande águia do estado entre elas.

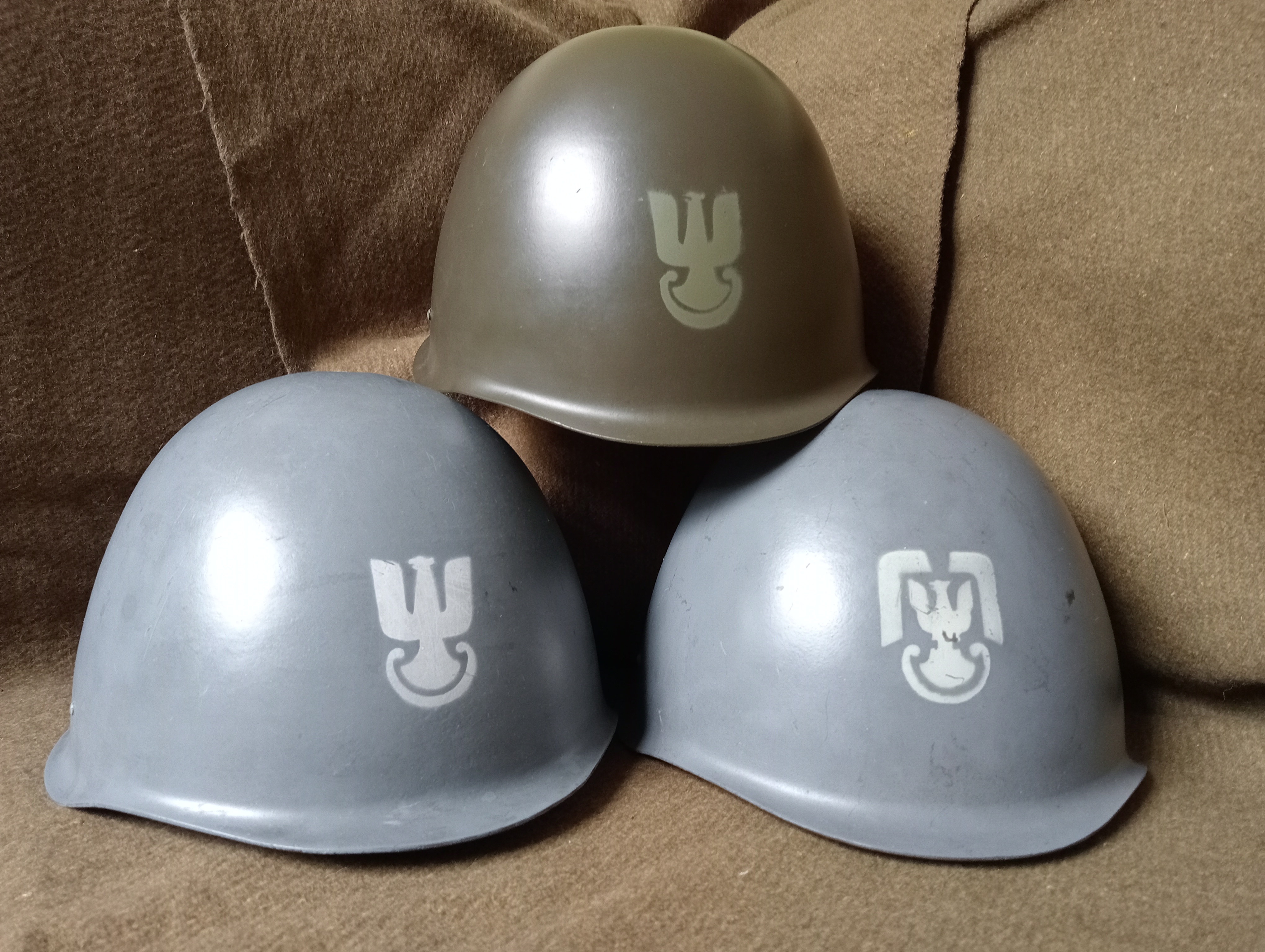
Os capacetes wz. 67 nas seguintes cores (de cima para baixo, da esquerda para a direita): Forças Terrestres, Marinha e Força Aérea.
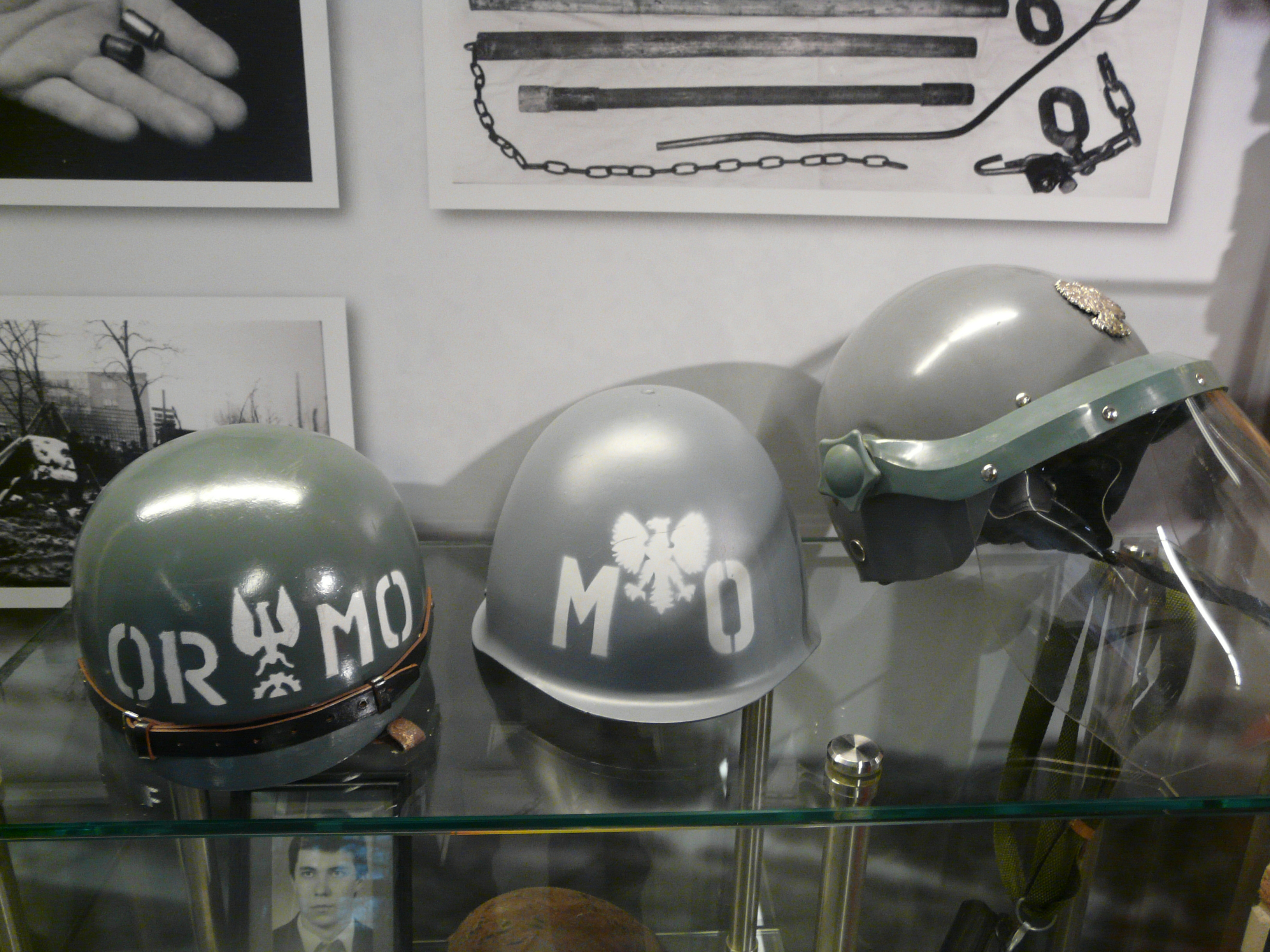
O capacete wz. 67 (meio) em pintura para a Milicja Obywatelska.
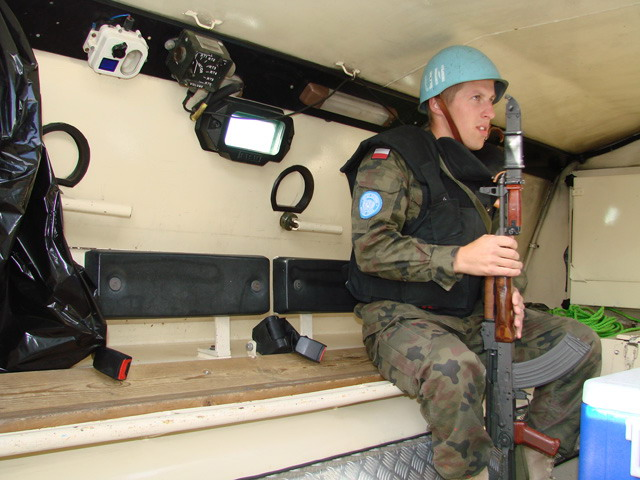
Capacete Wz. 67 em pintura para as forças das Nações Unidas.
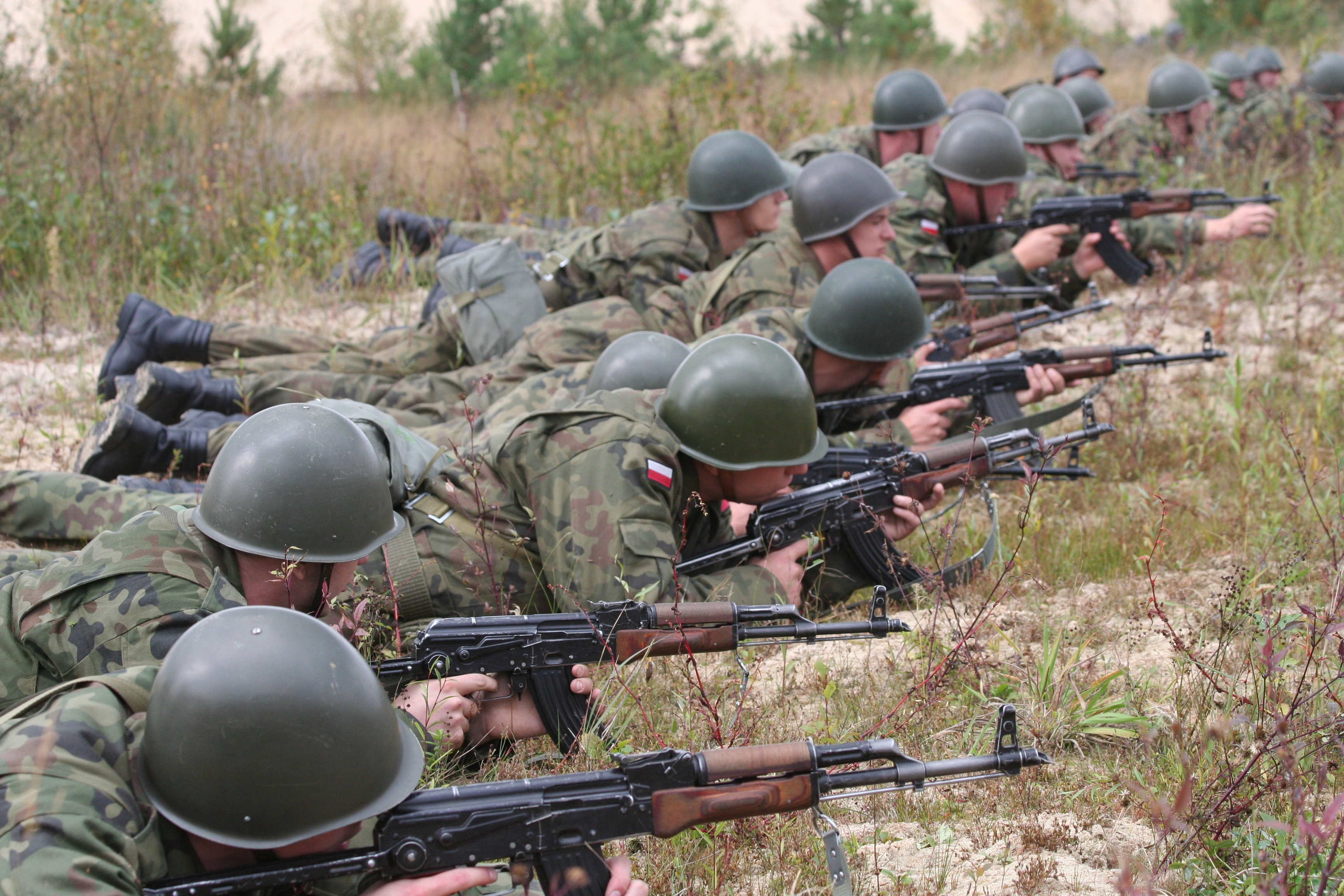
Soldados poloneses com capacetes wz. 67, 2008.

## Acessórios

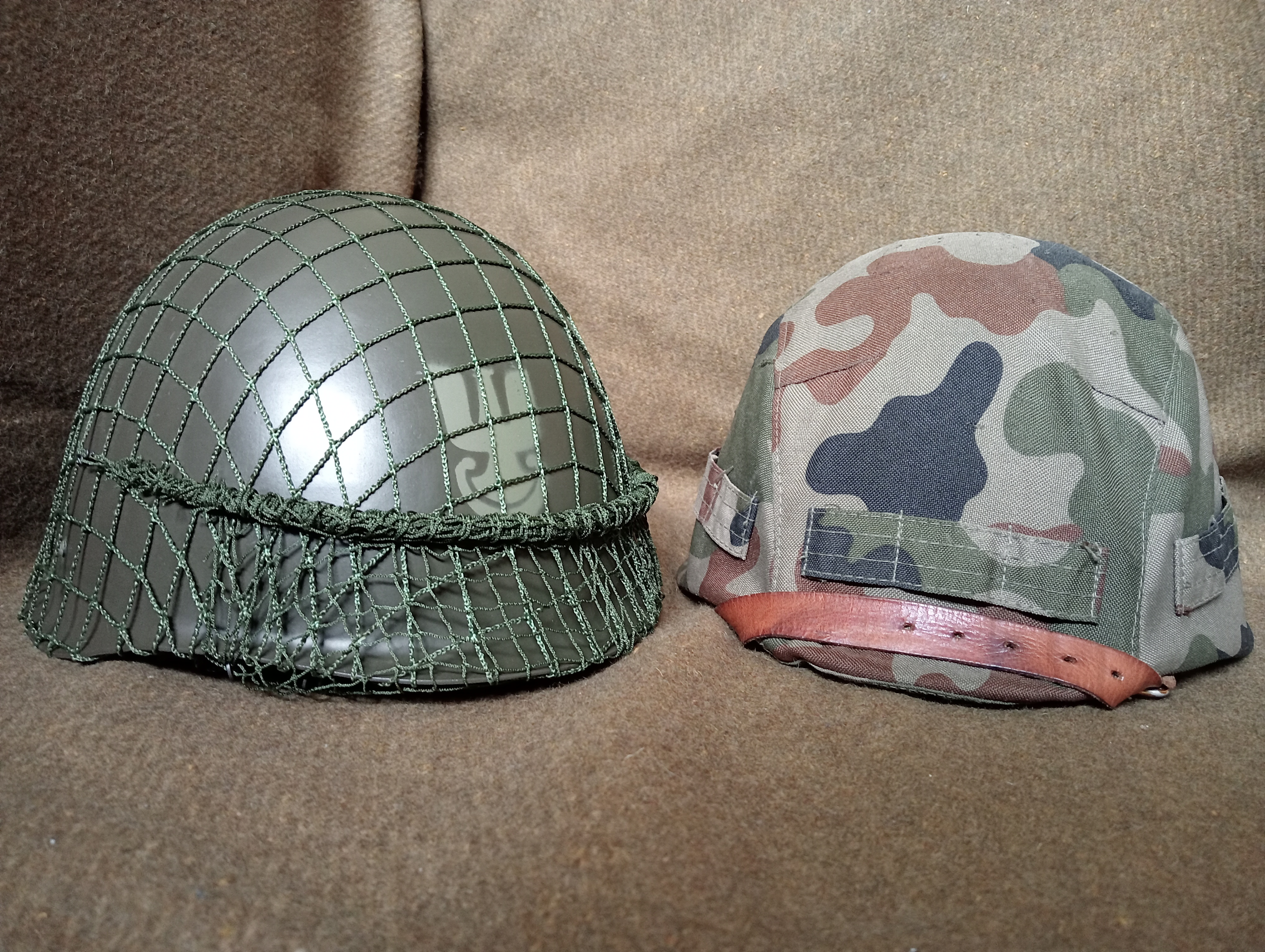
Exemplo de camuflagem de capacetes wz. 67: rede de camuflagem e capa de camuflagem na camuflagem wz. 93 Pantera.

Para fins de camuflagem, os capacetes wz. 67 e wz. 67/75 são equipados com uma rede de camuflagem e um véu especial. Nos capacetes para forças terrestres, a malha e o véu eram cáqui, e nos capacetes azul-acinzentados, de cor semelhante. No inverno, eram usadas capas brancas. Atualmente, as redes de camuflagem foram substituídas por capas camufladas wz. 93 Pantera.

## Operadores

### Atuais
- Egito: Os capacetes wz. 67 e wz. 67/75 foram exportados para o Egito nas décadas de 1970 e 1980. Eles continuam em uso pelas Forças Armadas e pela polícia egípcias.[6][7]
- Polónia: Ainda em uso limitado como capacete de treinamento nas Forças Armadas e na polícia polonesas.[8][9][1]
- Síria[10][11]
- Ucrânia: Usado esporadicamente em formações auxiliares durante a invasão da Ucrânia pela Rússia.[12][13]

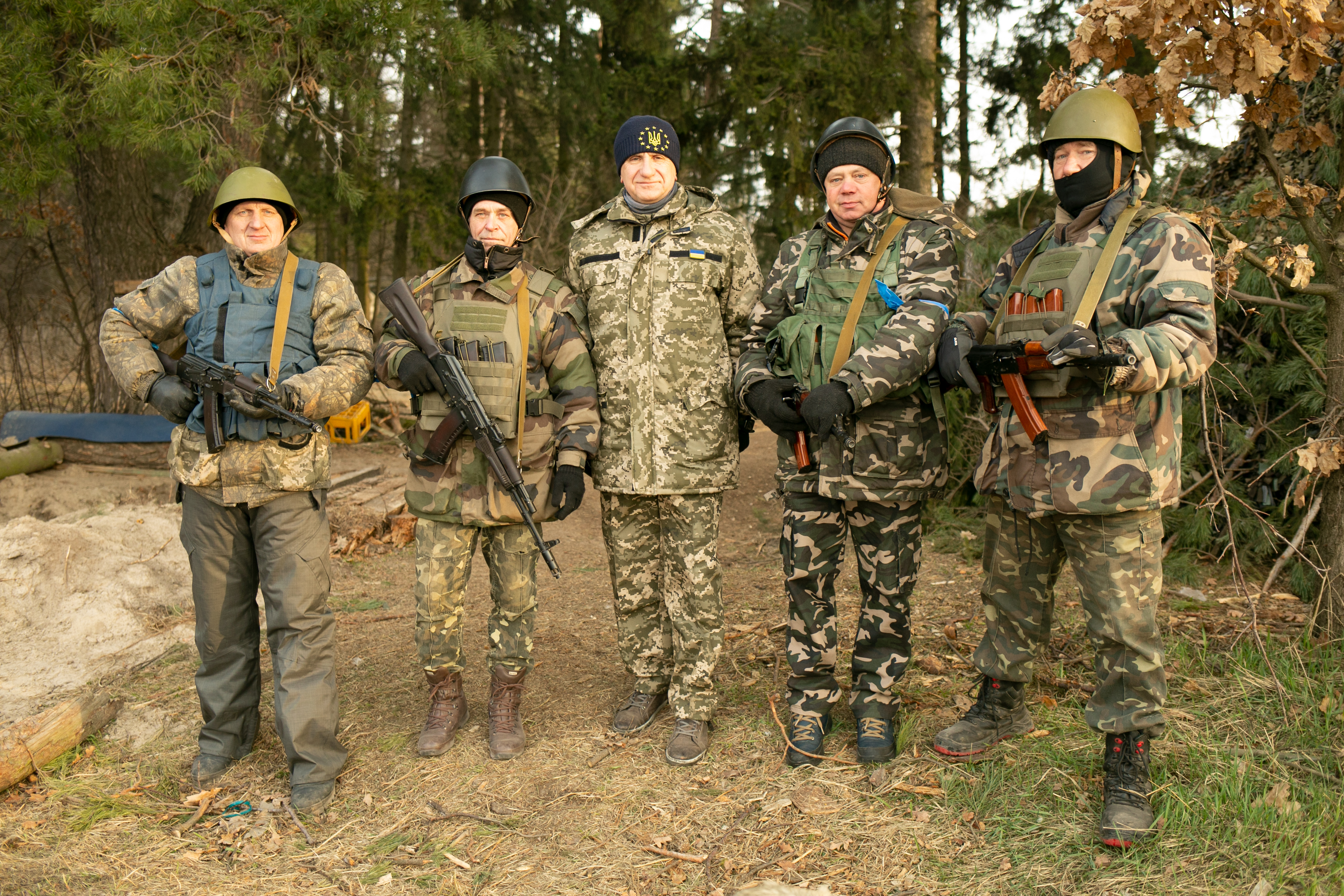
Soldados das Forças de Defesa Territoriais da Ucrânia em 2022, com capacetes wz. 67 (pintados na cor preta).

### Antigos
- República Islâmica do Afeganistão: Há exemplos conhecidos do uso de capacetes wz. 67 pelo Exército Nacional Afegão.[14]
- República Popular da Polônia: O wz. 67 e wz. 67/75 foi usado como capacete principal de infantaria do Exército Popular Polonês de 1967 a 1989. Também usado pela Milícia e Forças de Proteção de Fronteiras.[4]

### Atores não estatais
- Exército Livre Sírio[11]